# 貝斯特車站

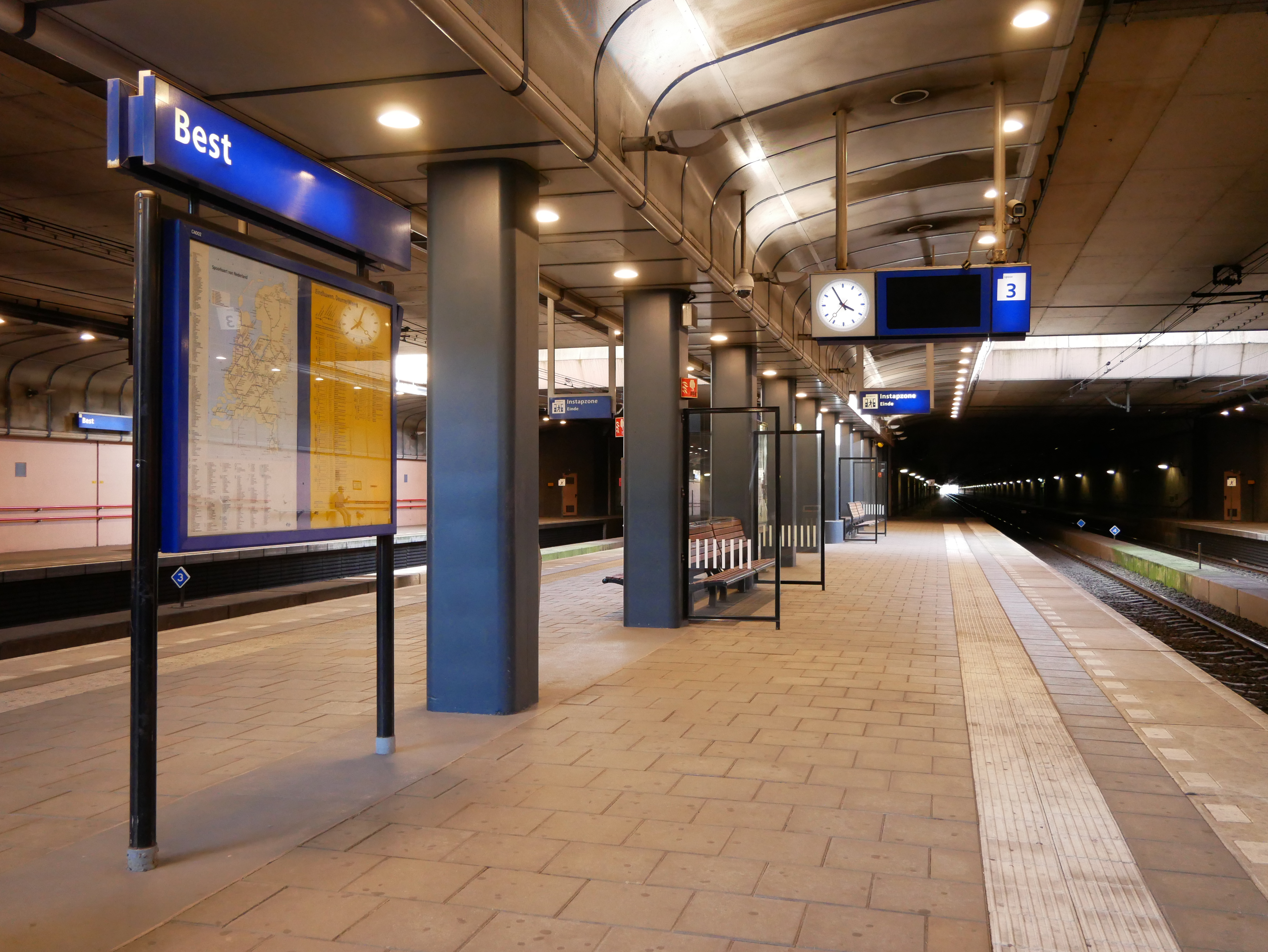
月台

貝斯特車站（荷蘭語：Station Best）是荷蘭北布拉邦省貝斯特的一座鐵路車站。該站位於布雷達－馬斯特里赫特鐵路的一條隧道中，有四座月台。貝斯特車站於1866年7月1日啟用，最新的建築於2000年完工。